# Saskia Tirén-Ljunggren
Saskia Inger Gunilla Tirén Jerrhage (tidigare Tirén-Ljunggren), född 19 augusti 1942 i Umeå, är en svensk målare och grafiker.
Hon är dotter till jägmästaren Olof Gullbrand Tirén och Dagny Linnéa Bergmark och från 1963 gift med målaren Bo Erik Ljunggren (1941–1969) och från 1975 med prästen Håkan Jerrhage. Hon studerade vid avdelningen för dekorativ målning vid Konstfackskolan i Stockholm i början av 1960-talet. Hon har medverkat i utställningar arrangerade av Västerbottens läns konstförening samt haft utställningar i Stockholm och Göteborg. Hennes konst består av figurkompositioner utförda i olja, gouache och koppargrafik.